# Insulina glargine
Insulina glargine − wolnodziałający analog insuliny ludzkiej o wydłużonym czasie działania. Jego preparat jest stosowany w postaci wstrzyknięć w leczeniu cukrzycy.
Insulina glargine jest otrzymywana na drodze inżynierii genetycznej (rekombinacja DNA z zastosowaniem szczepów Escherichia coli) i różni się od insuliny ludzkiej:
- zamianą kwasu asparaginowego na glicynę w pozycji A21,
- dodaniem dwóch cząsteczek argininy w pozycjach B31 i B32.

Modyfikacje wprowadzone w insulinie glargine powodują zwolnienie przenikania do krwi. Ten analog insuliny ma odmienny punkt izoelektryczny, dobrze rozpuszcza się w kwaśnym roztworze do wstrzykiwań, a słabo w obojętnym pH, przez co precypituje w miejscu wstrzyknięcia. Powstały mikroprecypitat uwalnia w sposób ciągły małe ilości insuliny, co pozwala na 24-godzinne, bezszczytowe podstawowe stężenie insuliny.
Insulina glargine jest stosowana jako insulina bazalna 1 raz dziennie o dowolnej, lecz stałej porze. Może być stosowana w połączeniu ze wstrzyknięciami insuliny o krótszym czasie działania, a u chorych na cukrzycę typu 2 w skojarzeniu z lekami doustnymi.

## Preparaty handlowe
- Abasaglar (Eli Lilly)[5]
- Lantus (Sanofi)[6]
- Toujeo (Sanofi)[7]